# 事実愛 feat.仲宗根泉（HY）
「事実愛 feat.仲宗根泉 (HY)」は、日本のヒップホップユニット・Hilcrhymeの通算23枚目のシングル。2019年8月28日にユニバーサルJから発売。

## 概要
表題曲は、読売テレビ・日本テレビ系 木曜ドラマF『わたし旦那をシェアしてた』の主題歌である。

## 収録曲

### CD

#### 初回限定盤・通常盤
1. 事実愛 feat.仲宗根泉（HY)
作詞:TOC、作曲:TOC・Satoru Kurihara (Jazzin' park)・Shingo Kubota (Jazzin’park)
  - 読売テレビ・日本テレビ系 木曜ドラマF『わたし旦那をシェアしてた』主題歌
2. 二人の女
作詞:TOC、作曲:TOC・Br’z
3. 事実愛 feat.仲宗根泉（HY) -Original Instrumental-
4. 二人の女 -Original Instrumental-

### DVD

#### 初回限定盤
1. 「アイセイ」 -Music Video-
2. 「Lost love song【Ⅱ】」 -Music Video-
3. 「Hill Climb」 -Music Video-